# Pacific Rugby Cup 2014
El Pacific Rugby Cup del 2014 fue la novena edición del torneo de rugby.
El campeón de la competencia fueron los argentinos Pampas XV, quienes obtuvieron su primer título.

## Clasificación

### Grupo A
| Pos. | Equipo        | Encuentros | Encuentros | Encuentros | Encuentros | Tantos  | Tantos    | Tantos     | Puntos Bonus | Puntos Totales |
| Pos. | Equipo        | jugados    | ganados    | empatados  | perdidos   | a favor | en contra | diferencia | Puntos Bonus | Puntos Totales |
| ---- | ------------- | ---------- | ---------- | ---------- | ---------- | ------- | --------- | ---------- | ------------ | -------------- |
| 1    | Reds A        | 3          | 2          | 0          | 1          | 126     | 55        | 71         | 3            | 11             |
| 2    | Fiji Warriors | 3          | 2          | 0          | 1          | 154     | 59        | 95         | 3            | 11             |
| 3    | Force A       | 3          | 2          | 0          | 1          | 114     | 65        | 49         | 2            | 10             |
| 4    | Junior Japan  | 3          | 0          | 0          | 3          | 26      | 241       | -210       | 0            | 0              |

Nota: Se otorgan 4 puntos al equipo que gane un partido y 2 al que empate
Puntos Bonus: 1 punto por convertir 4 tries o más en un partido y 1 al equipo que pierda por no más de 7 tantos de diferencia
|  | Finalista |

### Grupo B
| Pos. | Equipo    | Encuentros | Encuentros | Encuentros | Encuentros | Tantos  | Tantos    | Tantos     | Puntos Bonus | Puntos Totales |
| Pos. | Equipo    | jugados    | ganados    | empatados  | perdidos   | a favor | en contra | diferencia | Puntos Bonus | Puntos Totales |
| ---- | --------- | ---------- | ---------- | ---------- | ---------- | ------- | --------- | ---------- | ------------ | -------------- |
| 1    | Pampas XV | 4          | 4          | 0          | 0          | 148     | 83        | 65         | 3            | 19             |
| 2    | Tonga A   | 4          | 2          | 0          | 2          | 96      | 115       | -19        | 1            | 9              |
| 3    | Gen Blue  | 4          | 2          | 0          | 2          | 77      | 91        | -14        | 0            | 8              |
| 4    | Samoa A   | 4          | 1          | 0          | 3          | 82      | 91        | -9         | 3            | 7              |
| 5    | ACT A     | 4          | 1          | 0          | 3          | 78      | 101       | -23        | 1            | 5              |

Nota: Se otorgan 4 puntos al equipo que gane un partido y 2 al que empate
Puntos Bonus: 1 punto por convertir 4 tries o más en un partido y 1 al equipo que pierda por no más de 7 tantos de diferencia
|  | Finalista |

### Tercer puesto
| 23 de marzo | Fiji Warriors | 54 - 21 | Tonga A |  |  |
|             |               | Reporte |         |  |  |

### Final
| 23 de marzo | Pampas XV | 36 - 21 | Reds A |  |  |

| Bandera de Argentina |
| Campeón Pampas XV    |
| Primer título        |